# Châtillon-sur-Marne
Châtillon-sur-Marne és un municipi francès, situat al departament del Marne i a la regió del Gran Est. L'any 2007 tenia 703 habitants.

## Demografia

### Població
El 2007 la població de fet de Châtillon-sur-Marne era de 703 persones. Hi havia 288 famílies, de les quals 68 eren unipersonals (32 homes vivint sols i 36 dones vivint soles), 112 parelles sense fills, 92 parelles amb fills i 16 famílies monoparentals amb fills.
La població ha evolucionat segons el següent gràfic:
Habitants censats

### Habitatges
El 2007 hi havia 356 habitatges, 291 eren l'habitatge principal de la família, 21 eren segones residències i 43 estaven desocupats. 326 eren cases i 30 eren apartaments. Dels 291 habitatges principals, 227 estaven ocupats pels seus propietaris, 57 estaven llogats i ocupats pels llogaters i 7 estaven cedits a títol gratuït; 17 tenien dues cambres, 26 en tenien tres, 72 en tenien quatre i 176 en tenien cinc o més. 220 habitatges disposaven pel capbaix d'una plaça de pàrquing. A 146 habitatges hi havia un automòbil i a 113 n'hi havia dos o més.

### Piràmide de població
La piràmide de població per edats i sexe el 2009 era:
| Homes | Edats   | Dones |
| ----- | ------- | ----- |
| 0     | 95 o +  | 0     |
| 0     | 90 a 94 | 4     |
| 0     | 85 a 89 | 4     |
| 4     | 80 a 84 | 4     |
| 8     | 75 a 79 | 20    |
| 24    | 70 a 74 | 20    |
| 20    | 65 a 69 | 32    |
| 16    | 60 a 64 | 8     |
| 20    | 55 a 59 | 20    |
| 28    | 50 a 54 | 32    |
| 36    | 45 a 49 | 52    |
| 48    | 40 a 44 | 36    |
| 16    | 35 a 39 | 24    |
| 40    | 30 a 34 | 8     |
| 36    | 25 a 29 | 44    |
| 28    | 20 a 24 | 16    |
| 16    | 15 a 19 | 32    |
| 24    | 10 a 14 | 20    |
| 20    | 5 a 9   | 32    |
| 40    | 0 a 4   | 20    |

## Economia
El 2007 la població en edat de treballar era de 454 persones, 353 eren actives i 101 eren inactives. De les 353 persones actives 335 estaven ocupades (170 homes i 165 dones) i 18 estaven aturades (10 homes i 8 dones). De les 101 persones inactives 41 estaven jubilades, 36 estaven estudiant i 24 estaven classificades com a «altres inactius».

### Ingressos
El 2009 a Châtillon-sur-Marne hi havia 302 unitats fiscals que integraven 726 persones, la mediana anual d'ingressos fiscals per persona era de 19.864 €.

### Activitats econòmiques
Dels 59 establiments que hi havia el 2007, 2 eren d'empreses extractives, 5 d'empreses alimentàries, 1 d'una empresa de fabricació de material elèctric, 3 d'empreses de fabricació d'altres productes industrials, 7 d'empreses de construcció, 10 d'empreses de comerç i reparació d'automòbils, 6 d'empreses d'hostatgeria i restauració, 1 d'una empresa financera, 1 d'una empresa immobiliària, 6 d'empreses de serveis, 14 d'entitats de l'administració pública i 3 d'empreses classificades com a «altres activitats de serveis».
Dels 16 establiments de servei als particulars que hi havia el 2009, 1 era una oficina d'administració d'Hisenda pública, 1 gendarmeria, 2 tallers de reparació d'automòbils i de material agrícola, 2 guixaires pintors, 2 lampisteries, 2 electricistes, 1 empresa de construcció, 1 perruqueria, 3 restaurants i 1 saló de bellesa.
Dels 3 establiments comercials que hi havia el 2009, 1 era una gran superfície de material de bricolatge, 1 una botiga de menys de 120 m² i 1 una botiga de material de revestiment de parets i terra.
L'any 2000 a Châtillon-sur-Marne hi havia 122 explotacions agrícoles que ocupaven un total de 700 hectàrees.

## Equipaments sanitaris i escolars
L'únic equipament sanitari que hi havia el 2009 era una farmàcia.
El 2009 hi havia 1 escola maternal i 2 escoles elementals. Châtillon-sur-Marne disposava d'un col·legi d'educació secundària amb 113 alumnes.

## Poblacions més properes
El següent diagrama mostra les poblacions més properes.